# Nidularium kautskyanum
Nidularium kautskyanum är en gräsväxtart som beskrevs av Elton Martinez Carvalho Leme. Nidularium kautskyanum ingår i släktet Nidularium och familjen Bromeliaceae. Inga underarter finns listade i Catalogue of Life.